# Wolfgang Thierse
Wolfgang Thierse, né le 22 octobre 1943 à Breslau, aujourd'hui en Pologne, est un homme d'État allemand appartenant au Parti social-démocrate d'Allemagne (SPD).
Après avoir été le dernier président du Parti social-démocrate d'Allemagne de l'Est en 1990, il est élu à la présidence du Bundestag en 1998, à la suite de l'arrivée au pouvoir d'une coalition rouge-verte. Il est alors le premier ancien est-allemand à occuper une telle fonction et à atteindre une fonction aussi élevée au sein des institutions fédérales. Reconduit en 2002, il cède son poste en 2005, le groupe CDU/CSU étant redevenu le plus important, et devient vice-président du Bundestag.

## Biographie
Après l'expulsion de sa famille de Breslau, celle-ci s'établit à Eisfeld, en Thuringe.
Ayant obtenu son Abitur, il suit une formation de typographe à Weimar, et exerce cette profession jusqu'à son entrée à l'Université Humboldt de Berlin en 1964. Il y étudie la philologie allemande et les sciences culturelles (Kulturwissenschaft) jusqu'en 1969.
Il devient d'abord assistant de recherche sur la théorie culturelle et l'esthétique au sein de son ancienne université, puis intègre le ministère de la Culture de la République démocratique allemande (RDA) en 1975 pour un an. En 1977, il obtient un emploi d'assistant de recherche à l'Institut central d'histoire littéraire de l'Académie des sciences de Berlin. Il conserve son poste jusqu'en 1990. Le 1er mai 2010, il participe à Berlin à un sit-in pour protester contre un défilé néo-nazi et rappelle les Allemands à leurs obligations face à leur passé.
Wolfgang Thierse est marié, père de deux enfants. De confession catholique, il est membre du comité central des catholiques allemands.

## Vie politique

### En RDA
En octobre 1989, il adhère au Neues Forum, premier parti politique libre de RDA, puis au Parti social-démocrate d'Allemagne de l'Est (SPD/DDR) en janvier 1990.
Élu à la Chambre du peuple lors des premières élections libres le 18 mars 1990, il occupe tout d'abord la vice-présidence du groupe SPD/DDR, puis prend la tête du parti en juin 1990, et celle du groupe parlementaire deux mois plus tard.

### Dans l'Allemagne réunifiée
Le 27 septembre, son parti fusionne avec le Parti social-démocrate d'Allemagne (SPD), actif en Allemagne de l'Ouest, et il en devient vice-président fédéral pendant quinze ans. Peu après, le 3 octobre, il entre au Bundestag et est désigné vice-président du groupe parlementaire du SPD. Pendant un an à partir de décembre 1990, il préside le groupe de travail « Nouveaux Länder et politique allemande ».
Le 26 octobre 1998, Wolfgang Thierse est élu président du Bundestag par 512 voix contre 109. Il est le onzième député fédéral et le premier issu de l'ex-Allemagne de l'Est à occuper cette fonction. Il est réélu le 17 octobre 2002 par seulement 357 voix contre 219. En sa qualité de président de la Chambre basse du Parlement fédéral, Wolfgang Thierse préside, le 23 mai 2004, la 12e Assemblée fédérale pour l'élection du président de la République fédérale ; le conservateur Horst Köhler ayant été désigné chef de l'État à l'issue de ce scrutin, Thierse a présidé son investiture, le 1er juillet suivant.
À la suite de la défaite du SPD aux élections fédérales anticipées du 18 septembre 2005, il cède sa place à Norbert Lammert, puis est désigné vice-président du Bundestag sur proposition du groupe SPD, obtenant 417 voix. Il est reconduit le 27 octobre 2009 avec 371 voix.